# Blanc de Chine

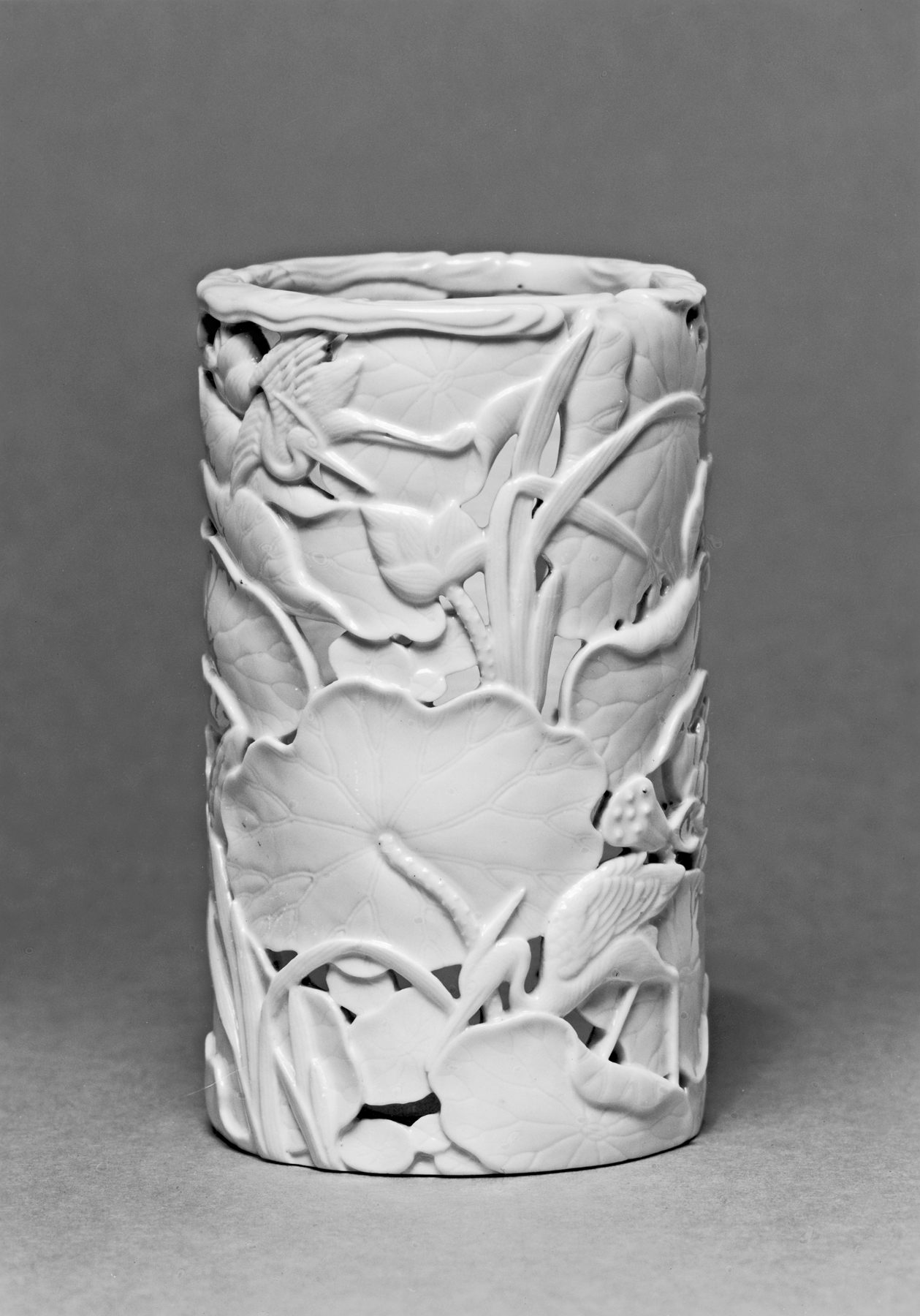
Peana para sostener el pincel de tinta de porcelana dehua, con diseño de grullas y lotos tallados en la pasta. Finales de los siglos XVII-XVIII (Dinastía Qing), 9,7 cm de alto

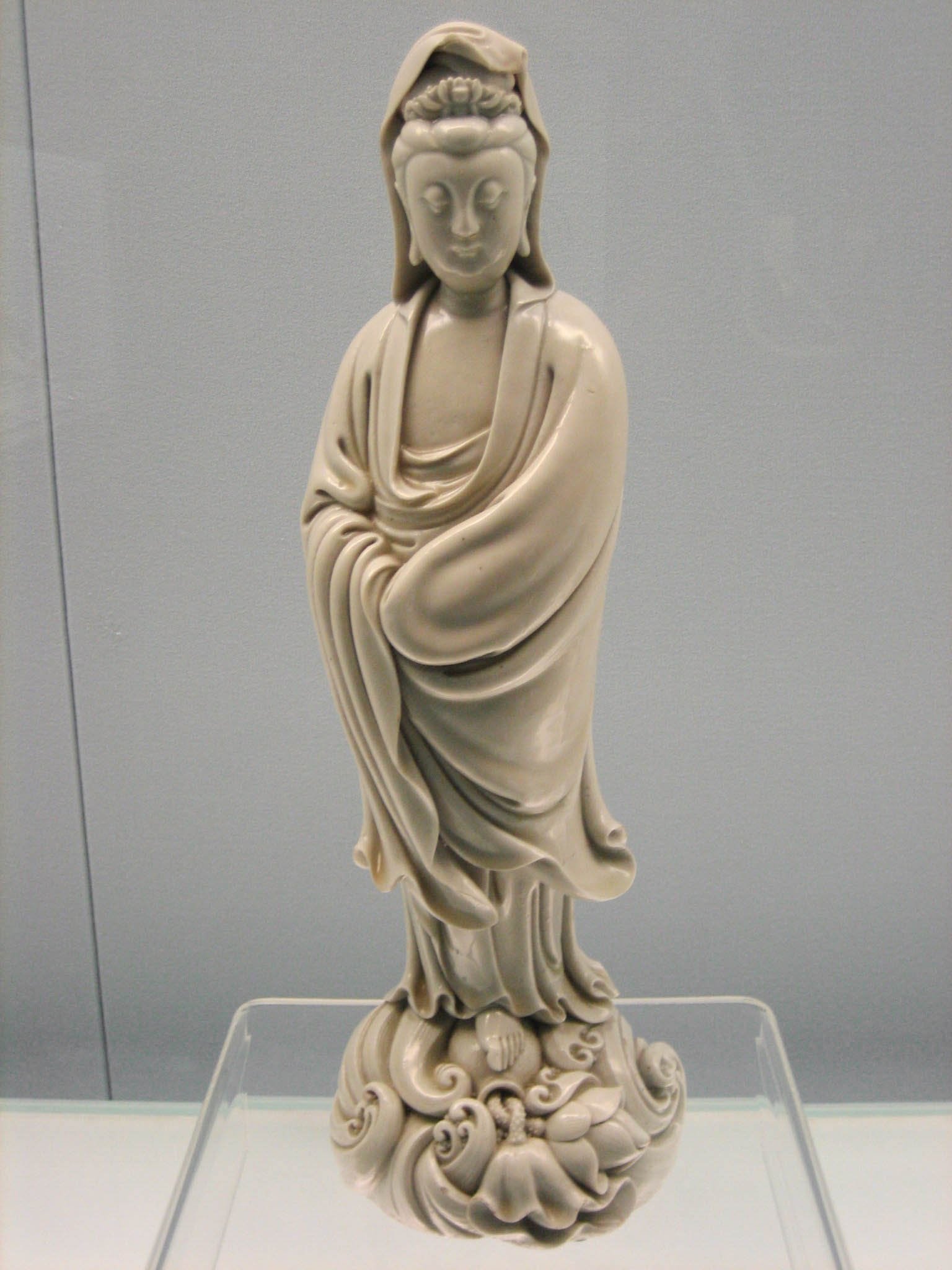
Estatua en porcelana dehua de Guanyin, Dinastía Ming

Blanc de Chine («Blanco de China») es una expresión francesa usada en Occidente para referirse a una porcelana china con una finísima cobertura blanca, característica sobre todo de los períodos Ming y Ch'ing. También se le llama porcelana dehua (en chino, 德化陶瓷; pinyin, Déhuà Táocí; pe̍h-ōe-jī, Tek-hòe hûi), al hacerse en Dehua en la provincia de Fujian. Se ha producido desde la dinastía Ming (1368-1644) hasta la actualidad. Grandes cantidades llegaron a Europa como porcelana china de exportación a principios del siglo XVIII y fue copiado en Meissen y otros lugares. Se exportó también a Japón en grandes cantidades.

## Historia
La zona a lo largo de la costa de Fujian fue tradicionalmente uno de los principales centros de exportación de cerámica. Más de ciento ochenta hornos se han identificado en un período que va desde el período Song hasta el presente. Los dos principales yacimientos de hornos fueron los de Qudougong (屈斗宫) y Wanpinglun (碗坪仑). El yacimiento Wanpinglun es el más antiguo de los dos y elaboró cerámicas prensadas. Los hornos de Dehua también produjeron otro tipo de cerámica, incluyendo algunas con decoración azul bajo cubierta.
Desde el período Ming se elaboraban objetos de porcelana que lograban una fusión de cobertura y cuerpo tradicionalmente considerada «blanco marfil» y «blanco leche». La característica especial de la porcelana blanc de Chine es el muy bajo porcentaje de óxido de hierro en ella, permitiendo que se cociera en una atmósfera oxidante a un color marfil claro o blanco cálido. Este color la hace reconocible al instante y se diferenciaba bastante de la porcelana de los hornos imperiales de Jingdezhen, que contenía más hierro y tenía que cocerse en reducción (esto es, una atmósfera con dióxido de carbono) si no se quería que apareciera en un desagradable color paja.
El cuerpo de porcelana no cocido no es muy plástico pero las formas de las vasijas se hacen a partir de él. Donnelly enumera los siguientes tipos de producto: figuras, cajas, jarras y tarros, copas y boles, peces, lámparas, platillos para sostener tazas, incensarios y macetas, animales, portapinceles, vino y teteras, figuras budistas y taoístas, figuras seculares y marionetas. Hubo una gran producción de figuras, especialmente religiosas, esto es, figuras de Guanyin, Maitreya, Luohan y Ta-mo. Guanyin, la diosa de la Misericordia, se reverenciaba especialmente en Fujian y existen numerosas figuras que la representan. Donnelly dice, «No hay duda de que las figuras constituyen la gran gloria del blanc de Chine». Algunos se habían producido con pequeñas modificaciones desde finales del siglo XVI o principios del XVII. Figuras cuidadosamente modeladas con una suave cubierta blanca fueron populares lo mismo que los portadores de incienso, boles para pinceles, perros de Fo, copas para libaciones y cajas.
Los objetos devocionales producidos en Dehua (incensarios, portavelas, floreros y estatuillas de santos) «conformes a las estipulaciones oficiales de principios del período Ming, no solo en su blancura sino también al imitar la forma de arcaicos objetos rituales». Probablemente se usaron en santuarios domésticos que cada casa china poseía. Sin embargo, un polemista confuciano, Wen Zhenheng (1585-1645), específicamente prohibió el uso de cerámica de Dehua con propósito religioso, presumiblemente por su falta de antigüedad: «Entre los incensarios cuyo uso debía específicamente ser prohibidos están aquellos recientemente realizados en los hornos de Fujian (Dehua)».
Las numerosas fábricas de cerámica de Dehua que existen hoy realizan figuras y vajilla en estilos modernos. Durante la Revolución Cultural «los artesanos de Dehua aplicaron sus mejores habilidades para producir estatuillas inmaculadas del Gran Líder y los héroes de la revolución. Retratos de la nueva ópera proletaria en sus papeles más famosos se produjeron a una escala auténticamente masiva». Las figuras de Mao Zedong más tarde perdieron el favor del público pero se han revivido para los coleccionistas extranjeros.
La datación precisa de las porcelanas blanc de Chine de las dinastías Ming y Qing (1644-1911) a menudo es difícil debido al conservadurismo de los alfareros de Dehua que les llevaba a producir piezas similares durante décadas o incluso siglos. Hay figuras blanc de Chine realizadas hoy en Dehua (por ejemplo las populares figuras de Guanyin y Maitreya figures) que difieren poco de las que se hicieron durante la dinastía Ming.
Artistas destacados en blanc de Chine, como He Chaozong del período Ming tardío, firmaron sus creaciones con sus sellos. En la cerámica hubo figuras detalladamente modeladas, copas, boles y portadores de varas de incienso.

## En Japón

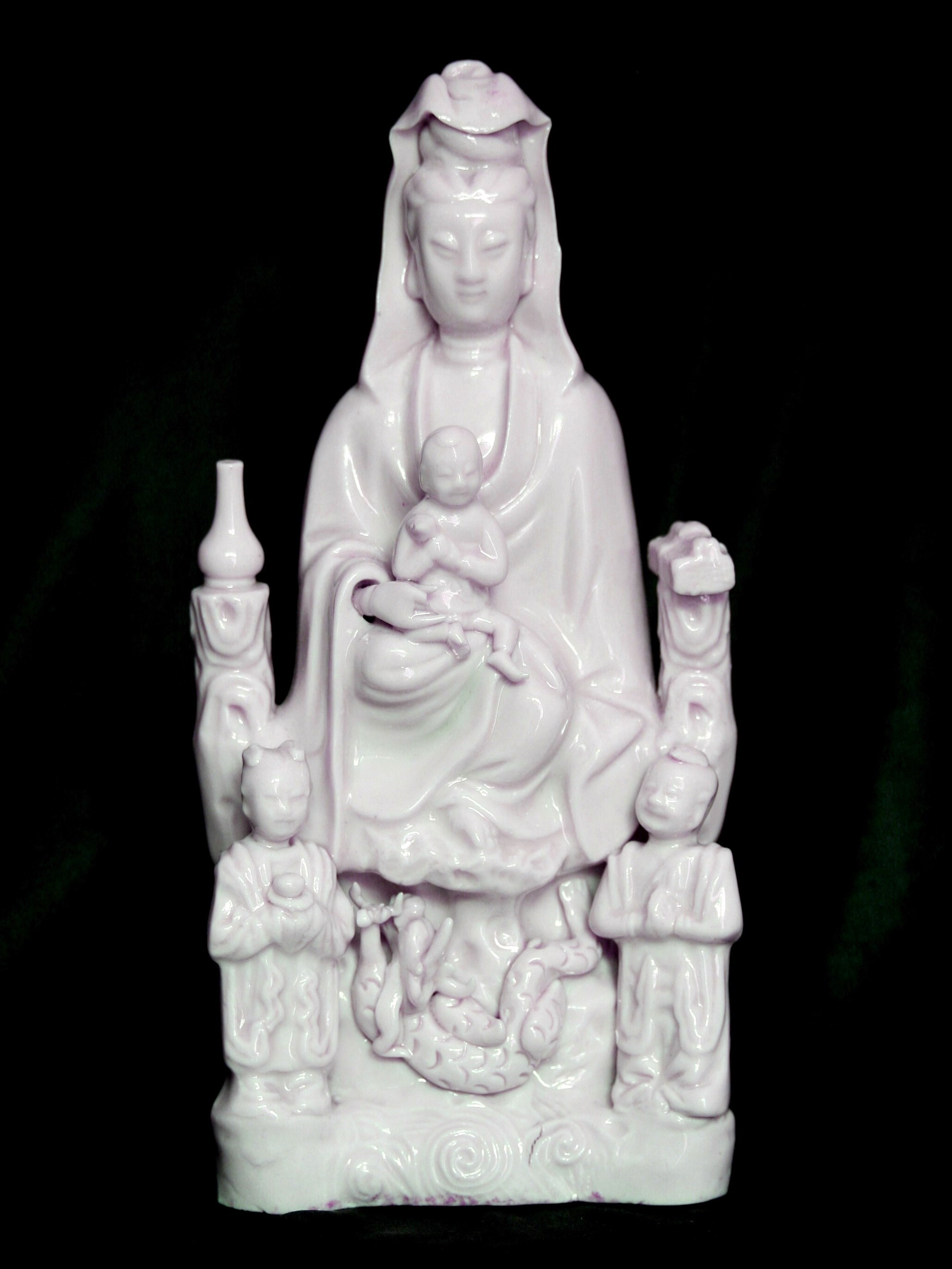
Estatua del horno de Dehua del Kannon budista usado para la veneración cristiana en Japón

Muchos de los mejores ejemplos de blanc de Chine pueden encontrarse también en Japón, donde se usan en altares familiares (butsudan) y otros usos religiosos y funerarios.[cita requerida] En Japón la variedad blanca se llamó hakuji, hakugorai o «blanco coreano», un término a menudo encontrado en círculos de la ceremonia del té. El Museo Británico en Londres tiene un gran número de piezas blanc de Chine, habiendo recibido toda la colección de P. J. Donnelly como un regalo en 1980.
La porcelana blanca de Dehua fue tradicionalmente conocida en Japón como hakugorai o «cerámica blanca coreana». Aunque Korai era un término para un antiguo reino coreano, la expresión funcionó también como un término ubicuo para varios productos de la península de Corea.[cita requerida]
Los japoneses sabían de la existencia de hornos en la provincia de Fujian y su porcelana, ahora conocida como cerámica dehua o blanc de Chine.  Los hornos de Dehua se encuentran en la provincia de Fujian frente a la isla de Taiwán. La provincia costera de Fujian fue tradicionalmente un centro comercial para la economía china con sus muchos puertos y centros urbanos. La cerámica blanca de Fujian se realizaba para la exportación a toda la Asia marítima.
sin embargo, una gran cantidad de esta cerámica se pretendía que fuera para el mercado japonés, antes de que drásticas restricciones al comercio a mediados del siglo XVII. Principalmente eran imágenes budistas y utensilios rituales utilizados para el uso en el altar de la familia. Una asociación con funerales y la muerte ha llevado, quizás, a un desinterés hacia esta cerámica entre los japoneses de hoy, a pesar de un fuerte interés por otros aspectos  de la historia y cultura cerámica china.
Los trípodes de incienso de blanco muy sencillo y objetos asociados para la observancia ritual y religiosa japonesa también se cree que se diseñó específicamente para el mercado japonés, como son las figurillas de diosas de la Misericordia budista con niños que se parecen mucho a la Virgen con el Niño cristiana. Semejantes figurillas se conocen como Maria Kannon o «Benditas Diosas Vírgenes de la Misericordia» y fueron parte de la cultura «cristiana escondida» del Japón Tokugawa que había prohibido totalmente esta religión.
La estatuaria budista de porcelana blanca se produjo ampliamente en Japón en los hornos de Hirado y por otros lados. Las dos cerámicas pueden distinguirse fácilmente. Las figuras japonesas son usualmente cerradas en la base y puede verse un pequeño agujero para la ventilación. La cerámica de Hirado también muestra un tinte ligeramente naranja en las zonas sin cubrir.[cita requerida]

## Galería

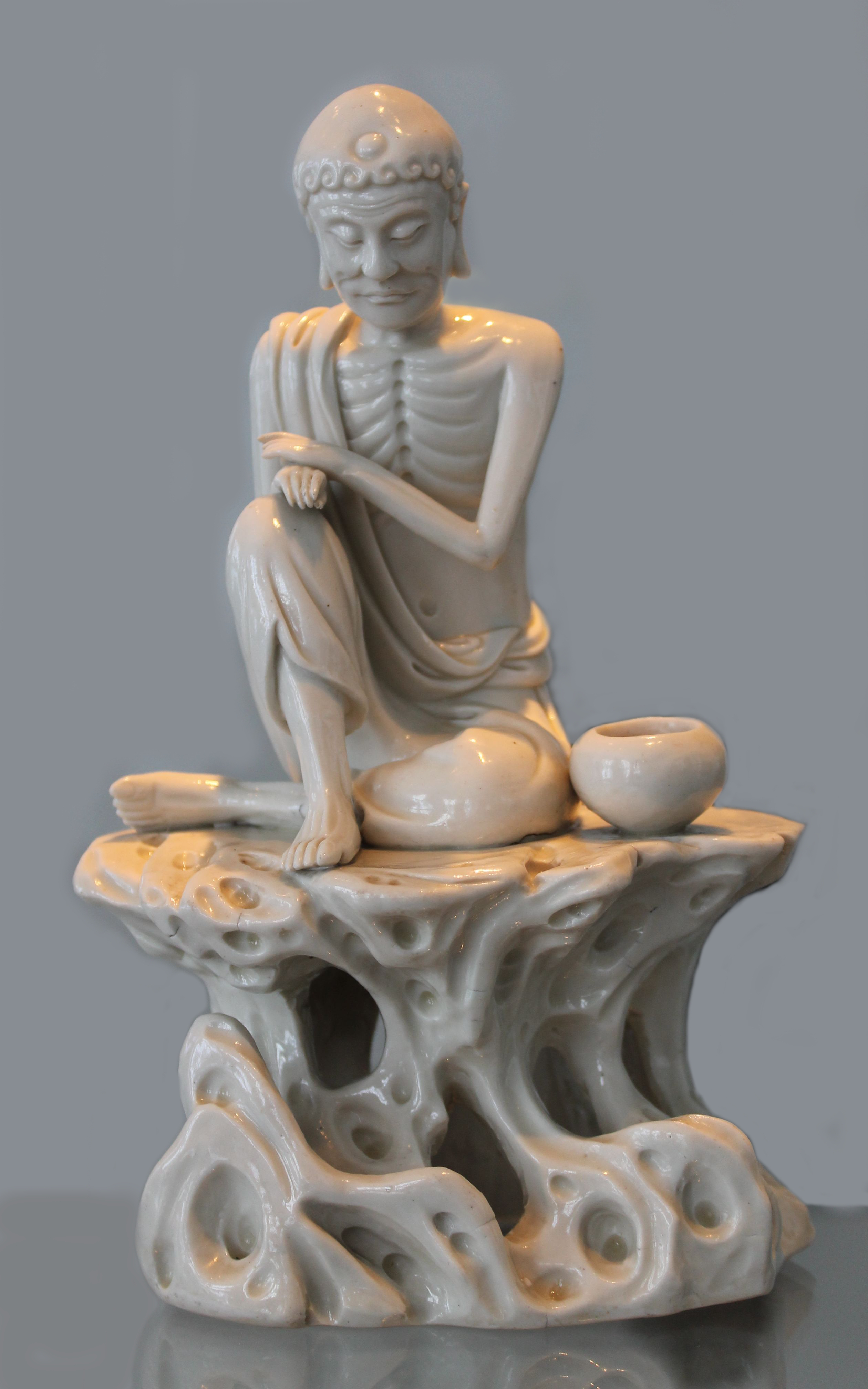
Buda ascético de la dinastía Ming tardía.
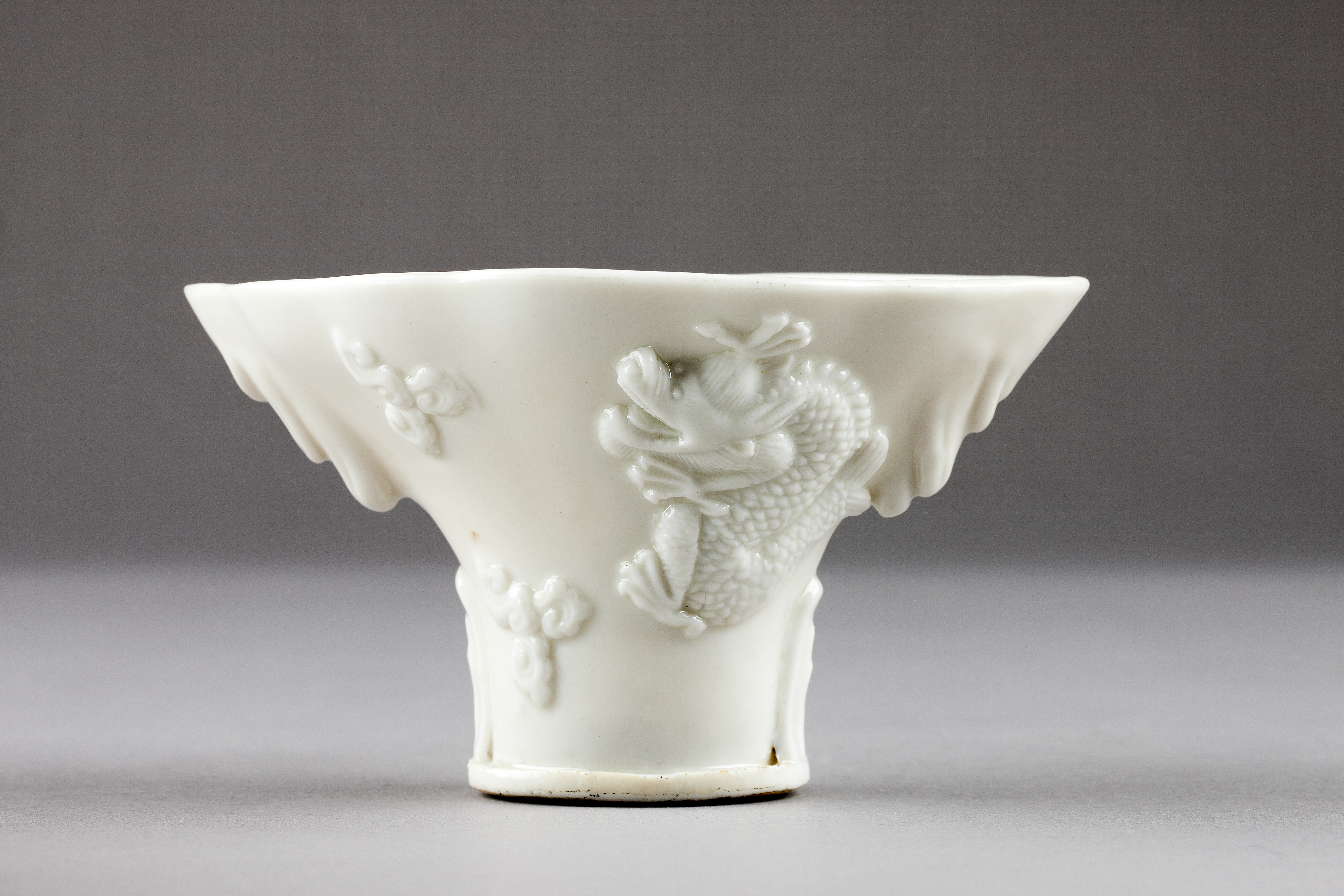
Una copa decorada de finales de la dinastía Ming.
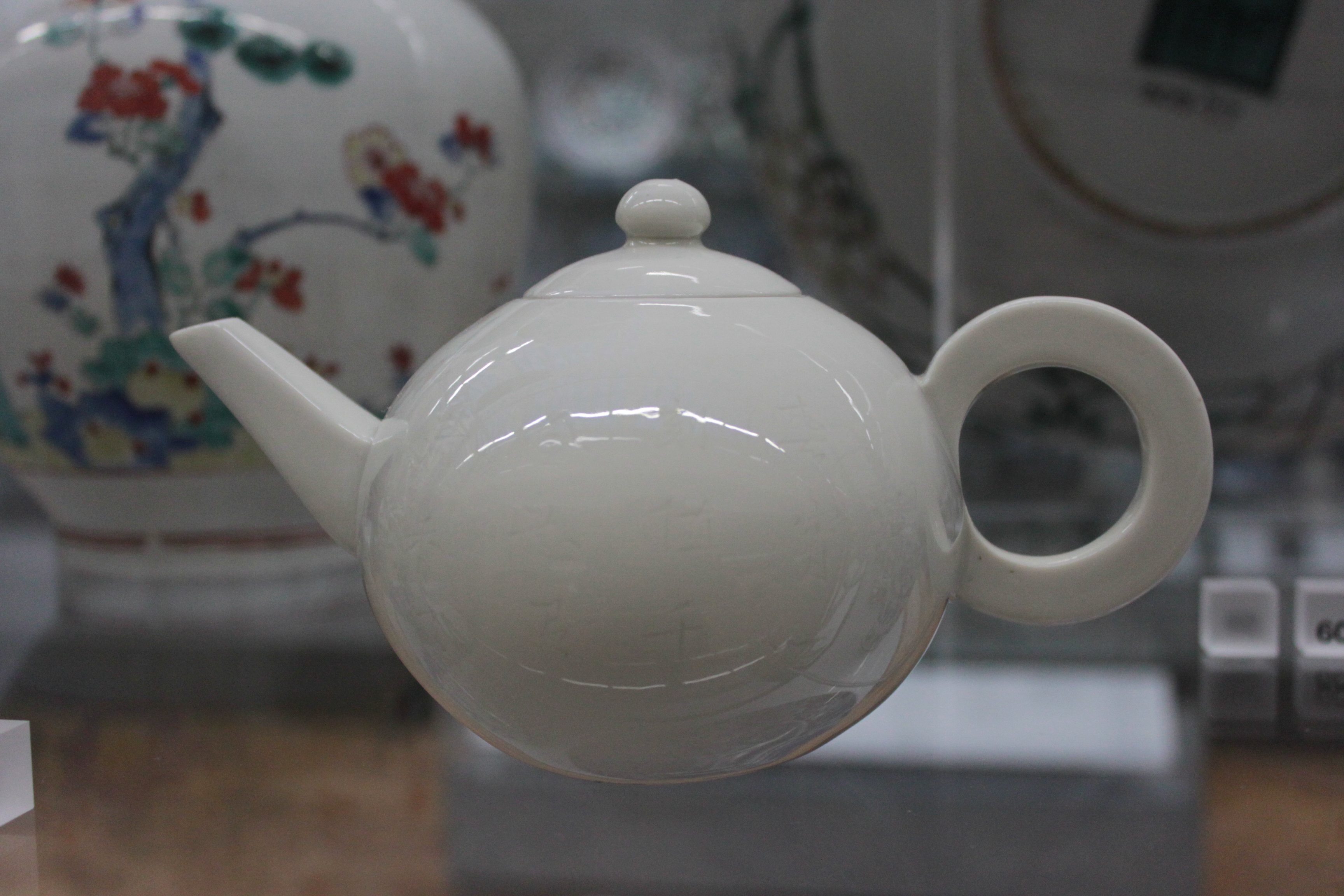
Una tetera blanca de Dehua, h. 1690-1720. La base está inscrita con el nombre del emperador Xuande, quien reinó desde 1426 hasta 1435, más de 250 años antes de que se hiciera la tetera. El uso de marcas de reinados anteriores tiene una larga historia en China, para gran frustración de los investigadores modernos, y se pretendía que indicar respeto, más que engañar como falsificación. El marcado patrón geométrico de la tetera anticipa las formas del modernismo europeo más de dos siglos antes.
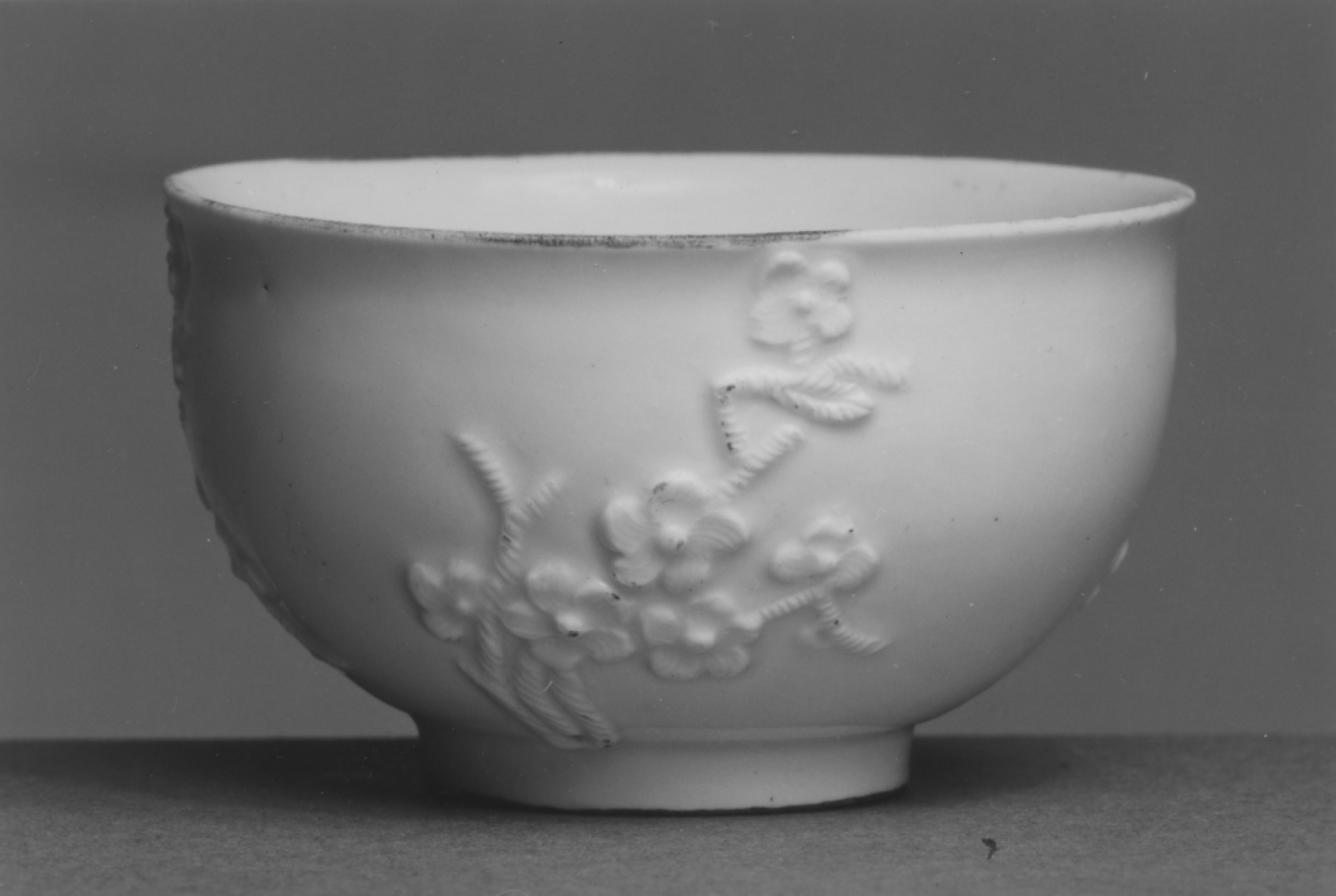
Una copa realizada en la Manufactura de Porcelana de Meissen, Alemania, h. 1725-1730. Aunque conocida en China durante mucho tiempo, la técnica de hacer porcelana auténtica o de pasta dura no se descubrió en Europa hasta los experimentos de J. F. Böttger en Meissen a principios del siglo XVIII. Esta pequeña copa de porcelana con su decoración aplicada de flores de ciruelo u otros árboles Prunus refleja la influencia de un prototipo de porcelana «Blanc de Chine» china.
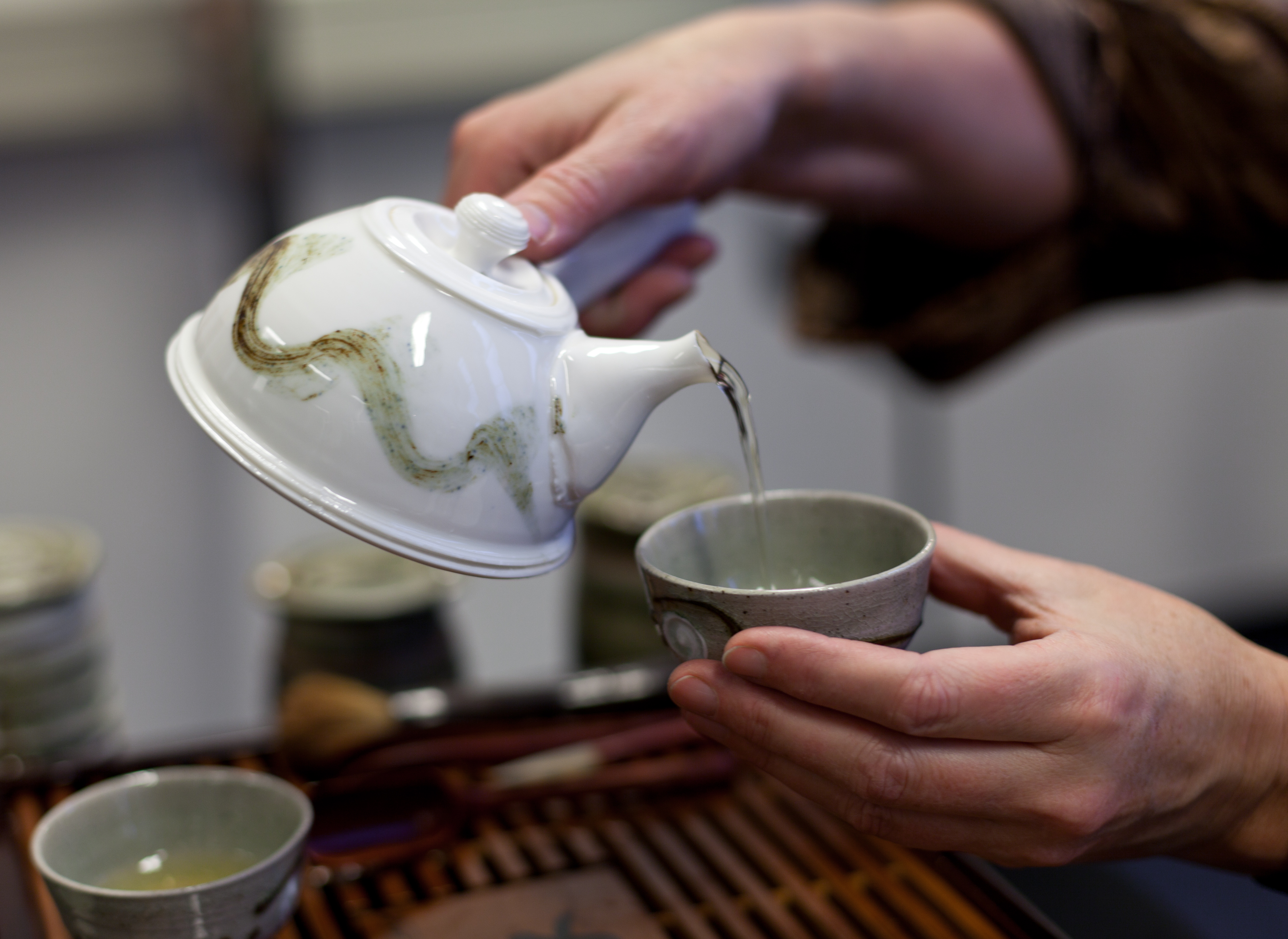
Un diseño moderno de tetera Blanc de Chine.